# اکسیژن (زبان برنامه‌نویسی)
اکسیژن (که قبلاً با عنوان کروم شناخته می‌شد) یک زبان برنامه نویسی توسعه یافته توسط RemObjects Software برای زیرساخت زبان مشترک مایکروسافت، جاوا و کوکو است. اکسیژن بر پایه آبجکت پاسکال توسعه داده شده اما همچنین از سی شارپ، ایفل، جاوا، اف شارپ و سایر زبان‌ها تأثیر گرفته‌است.
در مقایسه با دلفی دات نت که اکنون از بین رفته‌است، اکسیژن بر روی سازگاری عقبرو تأکید نمی‌کند، اما برای بازسازی این زبان طراحی شده‌است.